# Cylance Pro Cycling (kvinder)
Cylance Pro Cycling var et professionelt cykelhold, baseret i USA, som startede i kvindernes elite landevejscykelløb som f.eks. UCI Women's World Tour i 2016.

## Holdet i 2018
| Trup 2018               | Trup 2018         | Trup 2018                             | Trup 2018 |
| Rytter                  | Fødselsdag        | Seneste hold                          |           |
| ----------------------- | ----------------- | ------------------------------------- | --------- |
| Holly Breck             | 27. maj 1992      | Sho-Air Twenty20 (2017)               |           |
| Giorgia Bronzini        | 3. august 1983    | Wiggle High5 (2017)                   |           |
| Kristabel Doebel-Hickok | 28. april 1989    | Tibco-Silicon Valley Bank (2015)      |           |
| Jelena Erić             | 15. januar 1996   | BTC City Ljubljana (2017)             |           |
| Sheyla Gutiérrez        | 1. januar 1994    | Lointek (2015)                        |           |
| Kaitlin Antonneau       | 1. januar 1992    | Cylance (2018)                        |           |
| Rossella Ratto          | 20. oktober 1993  | Inpa Sottoli Bianchi Giusfredi (2015) |           |
| Omer Shapira            | 9. september 1994 | Giusfredi-Bianchi (2017)              |           |
| Lauren Stephens         | 28. december 1986 | Tibco-Silicon Valley Bank (2017)      |           |
| Marta Tagliaferro       | 4. november 1989  | Alé Cipollini (2016)                  |           |
|                         |                   |                                       |           |
| Kilde: UCI              |                   |                                       |           |

### Sejre
| 26. apr. | Tour of Chongming Island, 1. etape                | 2.WWT | Giorgia Bronzini |
| 3. maj   | Tour of Zhoushan Island II, Samlede stilling      | 2.2   | Sheyla Gutiérrez |
| 6. maj   | Panorama Guizhou International Women, 1. etape    | 2.2   | Sheyla Gutiérrez |
| 22. jun. | Serbiske mesterskab i enkeltstart for damer       | NC    | Jelena Erić      |
| 24. jun. | Serbiske mesterskab i landevejscykling for damer  | NC    | Jelena Erić      |
| 30. jun. | Israelske mesterskab i landevejscykling for damer | NC    | Omer Shapira     |
| 16. sep. | La Vuelta España Femenina, 2. etape               | 2.WWT | Giorgia Bronzini |